# Новокиївка (станція)
Новокиївка — проміжна залізнична станція 5-го класу Херсонської дирекції Одеської залізниці на неелектрифікованій лінії Вадим — Херсон між станціями Брилівка (15 км) та Каланчак (15 км). Розташована за 6 км від села Новокиївка Скадовського району Херсонської області. 

## Історія
Станція відкрита 1944 року. 

## Пасажирське сполучення
На станції Новокиївка до російського вторгнення в Україну (з 2022) щоденно зупинялися дві пари приміських поїздів сполученням Херсон — Вадим. 